# NGC 2326
NGC 2326 é uma galáxia espiral barrada (SBb) localizada na direcção da constelação de Lynx. Possui uma declinação de +50° 40' 56" e uma ascensão recta de 7 horas, 08 minutos e 10,9 segundos.
A galáxia NGC 2326 foi descoberta em 9 de Fevereiro de 1788 por William Herschel.